# Goa trance
El goa trance es un tipo de música electrónica que surgió hacia finales de los años 1980 en Goa, India.

## Características
El goa trance o goa no es un subgénero musical derivado del trance y new beat belga con títulos como The Drop Deal de Bazz lanzados en 1988, Beat In-D Dream de IN-D lanzado en 1989. En realidad, este nace en la India entre 1988 y 1990, y debe su nombre al estado indio de Goa, de donde surgió, siendo el estado con mayor establecimiento de hippies, en los años 1970 y 1980. 
El goa trance es el género predecesor del Psychedelic (género ideado con el proyecto "The nommos" por Goa Gil y sus colegas). En la cultura popular, la distinción entre los dos géneros sigue siendo básicamente una cuestión de opinión (algunos los consideran sinónimos; otros creen que el Psychedelic trance es más "metálico", mientras que el Goa trance es más "orgánico"). Existen también variantes más suaves como el goa chill y otras más progresivas.
La música goa se caracteriza por tres aspectos principales: suele empezar con uno o pocos instrumentos a los que progresivamente se van añadiendo otros, puede cambiar drásticamente la melodía a mitad de un tema y tiene un tempo alrededor de 130–150 bpm aunque puede comenzar a menor velocidad e ir acelerando. 
Este tipo de Trance es hipnótico, con melodías pulsantes, líneas de bajo flotantes y utiliza un montón de frases musicales hindúes. Un elemento popular de Goa trance es el uso de samples, a menudo de películas de ciencia ficción y todo lo que se refieren al esoterismo. La mayoría de la tecnología utilizada fueron sintetizadores analógicos. Una característica del estilo es que los Djs utilizaban DAT players para ejecutar sus sesiones, porque eran más prácticos para viajar y menos sensibles a la arena de la playa. Como el DAT no tenía un sistema de control del pitch como los platos giradiscos, la mezcla entre las canciones era muy corta o no era necesaria por la tradición de "Goa" de hacer un espacio en blanco entre las sesiones de los diferentes djs para que pudieran estimar su popularidad por el nivel de aplausos del público.
La música goa tuvo un gran auge en Israel y en México, lugares donde todavía se celebran algunas de las concentraciones más importantes del mundo en cuanto a música goa se refiere.
Algunos de los precursores de la música goa fueron: Juno Reactor, Goa Gil, Astral Projection, MFG, Man With No Name, Transwave, The Infinity Project o Hallucinogen.

## Fiestas de Goa Trance

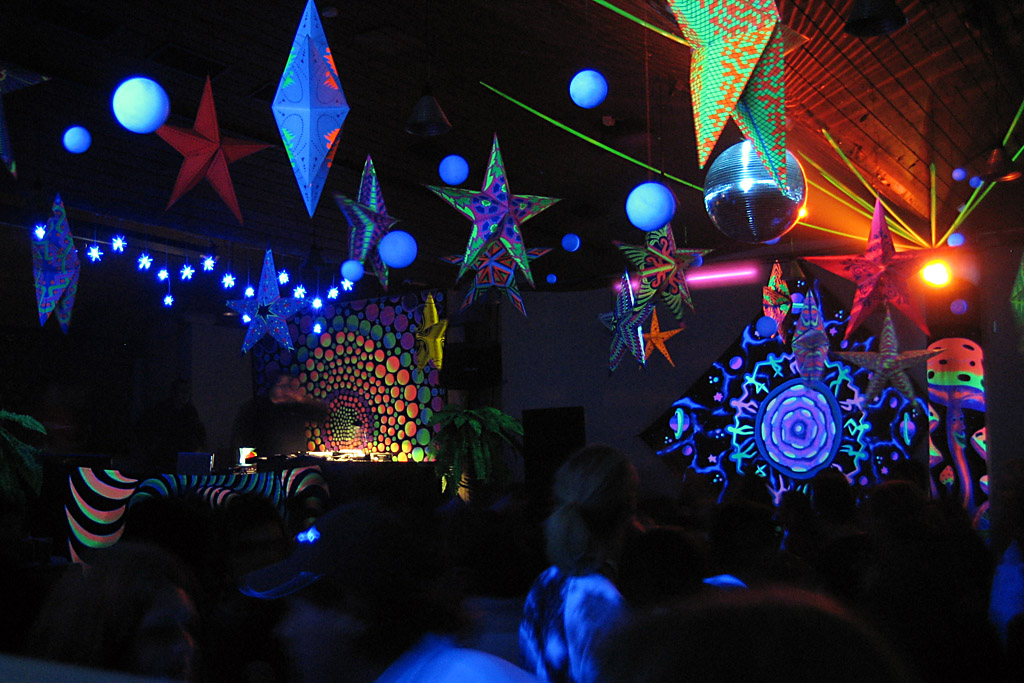
Fiesta de goa trance.

En el estado de Goa, las fiestas de Goa trance pueden llevarse a cabo en lugares bastante inusuales, como por ejemplo en playas, en el desierto o en el medio de la jungla, aunque también es común que se realicen en clubes. Hoy en día, tienen que pagar el baksheesh a la policía local. Una vez que este fue pagado, los participantes de la fiesta son libres de llevar charas (resina obtenida tras el apaleamiento de la flor del cannabis), sin que la policía los arreste. Está atribuido al movimiento hippie.
Las fiestas cercanas a Año Nuevo tienden a ser caóticas, con cientos de personas viniendo de lugares como Bombay, Delhi, y el resto del mundo. Los viajeros, mendigos y fakires también se unen a las fiestas.
Las fiestas de Goa trance también tienen un carácter visual diferente. Se usa pintura fluorescente en la ropa y en las decoraciones. Los gráficos de estas decoraciones están usualmente relacionadas con cosas como extraterrestres, hinduismo, imágenes religiosas, hongos (y otras imágenes psicodélicas), chamanismo y tecnología.
Urnas y otros ítems religiosos frente al DJ son también decoraciones comunes.